# Förstakammarvalet i Sverige 1918
Förstakammarvalet i Sverige 1918 var ett ordinarie val i Sverige till riksdagens första kammare. Valet genomfördes med ett proportionellt valsystem i september månad 1918.
Valet hölls i fem valkretsar, utgörande den fjärde valkretsgruppen: Södermanlands läns valkrets, Kalmar läns norra valkrets, Hallands läns valkrets, Örebro läns valkrets och Västernorrlands läns valkrets. Ledamöterna utsågs av valmän från de landsting som valkretsarna motsvarade. För de städer som inte ingick i landsting var valmännen stadsfullmäktige.
Ordinarie val till den fjärde valkretsgruppen hade senast ägt rum 1912. Sedan det valet hade valkretsgruppens mandatantal minskat från 25 till 24.
Ett fyllnadsval hölls i Malmö stads valkrets den 13 september 1918 eftersom valkretsens antal mandat ökade med ett på bekostnad av Kalmar läns norra valkrets.

## Valresultat
| Parti                | Parti                                     | Partiledare              | Röster | Röster | Mandatfördelning | Mandatfördelning |
| Parti                | Parti                                     | Partiledare              | Antal  | +−     | Antal            | +−               |
| -------------------- | ----------------------------------------- | ------------------------ | ------ | ------ | ---------------- | ---------------- |
|                      | Allmänna valmansförbundet                 | Arvid Lindman            | 107    | ▼15    | 12               | ▼3               |
|                      | Frisinnade landsföreningen                | Raoul Hamilton           | 54     | ▼20    | 6                | ▼2               |
|                      | Sveriges socialdemokratiska arbetareparti | Hjalmar Branting         | 50     | ▲23    | 5                | ▲3               |
|                      | Sveriges socialdemokratiska vänsterparti  | Zeth Höglund             | 7      | Ny     | 1                | ▲Ny              |
|                      | Jordbrukarnas riksförbund                 | Okänt                    | 6      | Ny     | 0                | 0                |
|                      | Bondeförbundet                            | Erik Eriksson i Spraxkya | 5      | Ny     | 0                | 0                |
|                      | Övriga                                    |                          | 0      | 0      | 0                | 0                |
| Antal giltiga röster | Antal giltiga röster                      | Antal giltiga röster     | 229    | ▲6     | 24               | ▼1               |

- Antalet valmän utgjorde 229.

Carl Lindhagen blev invald som den första vänstersocialisten i första kammaren.

### Fyllnadsvalet i Malmö stads valkrets
50 valmän deltog i valet. 33 hade partibeteckningen Borgerliga gruppen och 17 hade partibeteckningen Arbetarepartiet. Samtliga 33 av borgerliga gruppens valsedlar hade Ivar Öhman som första namn, och han valdes därmed för att besitta Malmö stads valkrets tredje och nya mandat.